# 당 상제
당 상제 이중무(唐殤帝 李重茂, 695년 ~ 714년 9월 5일(음력 7월 22일))는 당나라의 임시 황제(재위 710년)이다. 당 중종 이현의 4남이다. 위황후에 의해 즉위하여 1개월도 되지 않아 폐위되었다.

## 생애
원래 북해왕(北海王)으로 있었는데, 710년 7월 3일, 위씨가 아버지를 독살하고, 5일 뒤인 7월 8일에 이중무를 황제에 앉혔다. 황제로 즉위한 후에도 태후 위씨가 조정을 장악하고 정사를 맡아보았다. 위씨의 심복인 중서령 종초객(宗楚客)과 태상경 무연수(武延秀)는 이중무를 제거하자고 위씨를 부추겼는데, 그 과정에서 말이 새어나가 중종의 누이이자 이중무의 고모인 태평공주와 사촌형 이융기(당 예종의 3남)가 7월 25일 위황후 등 위씨 일가를 멸족시켰다. 이튿날이 되도록 이중무는 상황을 알지 못했으나 태평공주는 그에게 다가가 "이 자리는 이제 너의 자리가 아니다." 라고 말하고 그를 끌어내렸다. 전 황제 예종이 다시 복위하고, 황제의 자리에서 폐위된 이중무는 온왕(溫王)에 책봉되었고, 자택에 감금되었다. 714년에는 방주 자사가 되었다. 그 해에 방주에서 죽었다.

## 기년
| 상제        | 원년            |
| ----------- | --------------- |
| 서력 (西曆) | 710년           |
| 간지 (干支) | 경술(庚戌)      |
| 연호 (年號) | 당융(唐隆) 원년 |